# ويليام بلوم (أستاذ جامعي)
ويليام بلوم (بالإنجليزية: William Bloom)‏ هو عالم نفس وكاتب بريطاني، ولد في 8 فبراير 1948 في لندن في المملكة المتحدة.